# 岡本一雄
岡本 一雄（おかもと かずお、1918年 - 没年不明）は、大阪府出身のプロ野球選手。右投右打で、ポジションは捕手、一塁手。
実兄に、大阪タイガース，大東京軍、ライオン軍、朝日軍，ゴールドスターで主力選手として活躍した菊矢吉男がいる。

## 来歴・人物
兄・菊矢吉男と同じく大阪府立八尾中学校に在籍していた1935年12月、大阪タイガースと契約。翌1936年に入団したが、練習生扱いでマネージャー補佐という役回りだった。同年終了後、タイガースを退団。松木謙治郎によると、岡本が練習生として入団したのは異母兄である菊矢を獲得するための条件だったが、岡本が選手として使えなかったため、菊矢共々タイガースを去ることになった。松木は「わずかな人件費で惜しい投手（菊矢）を失った」と評している。
それから3年後の1939年3月、ライオン軍と契約し入団。捕手登録だったが、室井豊，岡本利之（岡本一雄と同時入団）の壁に阻まれ、4試合（捕手，一塁手が2試合ずつ）の出場に留まった。同年終了後に現役引退した。

## 詳細情報

### 年度別打撃成績
| 年 度     | 球 団     | 試 合 | 打 席 | 打 数 | 得 点 | 安 打 | 二 塁 打 | 三 塁 打 | 本 塁 打 | 塁 打 | 打 点 | 盗 塁 | 盗 塁 死 | 犠 打 | 犠 飛 | 四 球 | 敬 遠 | 死 球 | 三 振 | 併 殺 打 | 打 率 | 出 塁 率 | 長 打 率 | O P S |
| --------- | --------- | ----- | ----- | ----- | ----- | ----- | -------- | -------- | -------- | ----- | ----- | ----- | -------- | ----- | ----- | ----- | ----- | ----- | ----- | -------- | ----- | -------- | -------- | ----- |
| 1939      | ライオン  | 3     | 9     | 8     | 1     | 0     | 0        | 0        | 0        | 0     | 0     | 0     | --       | 0     | 0     | 1     | --    | 0     | 3     | --       | .000  | .111     | .000     | .111  |
| 通算：1年 | 通算：1年 | 3     | 9     | 8     | 1     | 0     | 0        | 0        | 0        | 0     | 0     | 0     | --       | 0     | 0     | 1     | --    | 0     | 3     | --       | .000  | .111     | .000     | .111  |

### 背番号
- 22 （1939年）
  - 大阪タイガース時代（1936年）は、練習生扱いだったため背番号はなし